# Masarykova věž samostatnosti
Masarykova věž samostatnosti je rozhledna a muzeum nacházející se cca 1 km severně od centra města Hořice, na hřebeni Hořického chlumu ve výšce 408 m n. m., v okrese Jičín v Královéhradeckém kraji.
Základní kámen rozhledny byl položen za přítomnosti Tomáše Garrigua Masaryka 10. července 1926. Projekt věže zhotovil architekt František Blažek. Stavbou byl pověřen architekt Jindřich Malina. Původní plány počítaly s výstavbou až do výšky 40 metrů, ty však přerušila nacistická okupace Československa v roce 1938. Za té byla rozhledna poškozena německým ostřelováním. Po ukončení druhé světové války byla částečně opravena. Po roce 1948 musela být vlastenecká vyobrazení na zdi stavby zakryta, stejně jak tomu bylo za okupace Německem. Finálové dokončení oprav bylo možné uskutečnit až po roce 1989.
Na počátku 90. let bylo před rozhlednou umístěno sousoší Legie za hranicemi od sochaře Františka Duchače—Vyskočila. V budově je umístěno muzeum a památník obětem z válek z Hořicka.

## Panorama

Výhled na jih
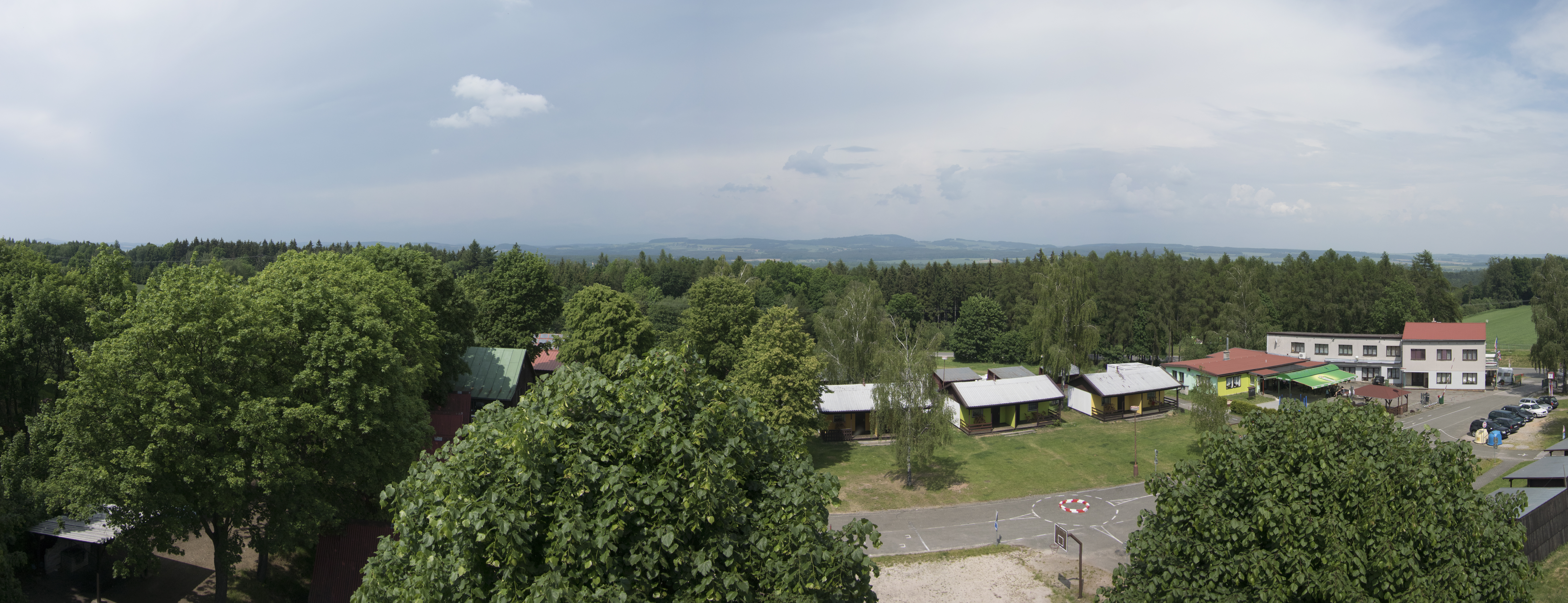
Výhled na server (na přilehlý kemp)